# Akoungou
Akoungou est une localité rurale dans le Sud de la Côte d'Ivoire dans la région de l'Agnéby-Tiassa. La localité d'Akoungou appartient au département de Tiassalé et rattachée à la sous-préfecture de Gbolouville. Sa population est estimée à environ 2 229 habitants. 